# Khamsing Srinawk
Khamsing Srinawk ou Khamsing Srinok (thaï : คำสิงห์ ศรีนอก) est un écrivain originaire de la région de l'Isan en Thaïlande.  Il écrit aussi sous le nom de Lao Khamhawm ou Lao Khamhom (thaï : ลาว คำหอม).  
Il est surtout connu pour ses nouvelles satiriques.

## Biographie
D'origine paysanne, Khamsing Srinawk naît le 25 décembre 1930 à Nogsahad dans le district de Boa Yaï, dans la province de Nakhon Ratchasima. Il étudie au lycée de Boa Yaï puis il suit des cours de journalisme à Bangkok à l'université Chulalongkorn et à l'université Thammasat.
De 1953 à 1956, il est employé par l'administration des forêts et il commence sa carrière de journaliste et d'écrivain pour plusieurs journaux, écrivant des articles et des nouvelles.
En 1957, le gouvernement militaire putschiste impose une loi de censure sur la presse, établi son contrôle sur la diffusion de l'information et arrête de nombreux journalistes et écrivains. Khamsing échappe aux mailles de la censure et s'exile volontairement en Isan dans le nord-est de la Thaïlande près de Khorat où il reprend son travail de paysan. 
A partir de 1957, sous son nom de Lao Khamhom, il écrit régulièrement pour le magazine hebdomadaire Piyamitr, en particulier des nouvelles.
En 1967-1968, il part aux États-Unis et travaille dans une maison d'édition. En 1968, il publie un volume intitulé Chood Fa Bo Kan (litt. "Le ciel n'est pas une barrière") qui contient ses écrits antérieurs à 1957.  
En 1973, après la vaste contestation sociale et étudiante des thaïlandais au mois d'octobre 1973 qui fait chuter le régime militaire, Khamsing Srinawk est élu vice-secrétaire général du Parti socialiste de Thaïlande (thaï: พรรคสังคมนิยมแห่งประเทศไทย). En octobre 1976, à la suite du massacre de l'université Thammasat et du retour de la dictature militaire, il doit prendre le maquis. Ensuite, il s'exile en Europe, est accueilli en Suède et y réside plusieurs années. Il devient même membre de l'association des écrivains de Suède.
Après le retour d'un véritable gouvernement civil en Thaïlande issu d'élections libres en 1988, Khamsing Srinawk peut enfin rentrer dans son pays. Lao Khamhom est alors surnommé l"écrivain-paysan".   
En 1992, Khamsing Srinawk est nommé Artiste national de Thaïlande en littérature.

## Œuvres
Dans la plupart de ses nouvelles, Lao Khamhom s'inspire de son expérience personnel de la région de l'Isan. Il y décrit les maux qui accablent les citoyens de cette région du nord-est : pauvreté, sécheresse, faim, manque d'éducation et ignorance de principes d'hygiène élémentaire... et aussi machinations les plus diverses du gouvernement. Dans La rainette au pattes dorées (Khiat kha kham), il nous fait découvrir des plaines arides où les hommes sont frappés d'insolation ; Dans Mo Thuan, il nous conte l'histoire d'un vieil homme qui ne peut plus que garder les buffles la nuit et qui, après avoir pris un somnifère, se réveille seul après que les buffles ont été volés ; dans Kradan Faï, il nous informe des croyances sans fondement des gens de la campagne au sujet de l'hygiène ; dans Khon Phan, il décrit la naïveté et le manque d'éducation d'un vieux couple etc.
Il utilise un langage simple, concis et jamais ennuyeux.
Lao Khamhom est célèbre en particulier pour ses nouvelles antérieures à 1957 publiées en 1968 dans son premier recueil Chood Fa Bo Kan ou plus simplement Fa Bo Kan (ฟ้าบ่กั้น), un recueil constitué de douze nouvelles ; et aussi pour son deuxième recueil publié en 1975, Kam Pheng (กำแพง), constitué de trois nouvelles et de quatorze articles parus dans diverses publication entre 1970 et 1973. 
Lao Khamhom, parlant de ses deux recueils, dit : "Si vous voulez savoir ce que je ressens, lisez mon premier livre. Mais si vous voulez savoir ce que je pense, lisez plutôt le second".

### Œuvres en thaï
- ฟ้าบ่กั้น (1968)[3]
- กำแพง  (1975)
- แมว (1984)
- ลมแล้ง (1986)
- กระเตงลูกเลียบขั้วโลก (1988)
- กำแพงลม (1990)
- ประเวณี (1996)
- เวียตนาม: ความห่างเหินที่อยู่ติดรั้วบ้าน (2002)
- ฟ้าไร้แดน (2001)
- ทองปาน (Thong Pan) : Lao Khamhom est un des scénaristes du film Tongpan d'Euthana Mukdasanit (1976)[4]

### Œuvres traduites en anglais et en suèdois
- 1973, The Politician and Other Stories (Titre original : ฟ้าบ่กั้น / Fa Bo Kan (1958)), Oxford University Press. Ce recueil contient les douze nouvelles suivantes : The politician (en français Le politicien) ; Sales reps for the underworld ; Breeding stock ; Clash ; Dark glasses ; Owners of paradise ; The plank ; Quack doctor ; The peasant and the white man ; The gold-legged frog (en français La rainette aux pattes dorées) ; Dust underfoot ; et  Dunghill.
- Ett dammkorn under dina fötter, (ฟ้าบ่กั้น; 1958), novellsamling. Översatt till svenska 1980.  (ISBN 91-1-801082-2)

### Nouvelles traduites en français
- Le politicien (นักการเมือง[5] / Nak-kanmueang)[6], la plus connue des nouvelles de Lao Khamhom
- J'ai perdu mes dents (ฟันผมหาย / Fan Phom Hai)[7]
- Khiat kha kham (เขียดขาคํา / La rainette aux pattes dorées)[8]